# Estratónice
Estratónice de Siria (en griego: Στρατονίκη τῆς Συρίας)  (¿? -†268 a. C.) fue una reina consorte seléucida.
Hija de Demetrio Poliorcetes y Fila, la hija de Antípatro. En 300 a. C., en una época en que no podía tener más de 17 años de edad, su padre la casó con Seleuco I Nicátor, rey de Siria, y fue llevada por su padre Demetrio a Rhosus, en la costa Pieriana (en Macedonia), donde se celebraron sus nupcias con la mayor magnificencia.
A pesar de la diferencia de edad, parece que vivió en armonía con el viejo rey durante algunos años, y ya le había dado un descendiente, una hija llamada Fila, cuando se descubrió que, a causa de su gran belleza, su hijastro, Antíoco I Sóter se había enamorado apasionadamente de ella. Y Seleuco, para salvar la vida de su hijo, que estaba amenazada por la violencia de su pasión, consintió en divorciarse para favorecer el nuevo matrimonio en 294 a. C. y al mismo tiempo le hizo rey de las provincias orientales.
Parece que fue una unión próspera, pero se la menciona poco con posterioridad. Dio cinco hijos a Antíoco: Seleuco, Laódice, Antíoco II Theos, quien sucedería a su padre como rey (Seleuco fue ejecutado por rebelión), Apama, casada con Magas, rey de Cirene; y Estratónice de Macedonia. Antíoco dio su nombre a la ciudad de Estratonicea en Caria.